# Oberkommando der Wehrmacht
Oberkomando der Wehrmacht, skraćeno OKW, bilo je vrhovno zapovjedništvo njemačke vojske, Wehrmachta tijekom drugog svjetskog rata.